# Solanum stramoniifolium
Solanum stramoniifolium är en potatisväxtart som beskrevs av Nikolaus Joseph von Jacquin. Solanum stramoniifolium ingår i släktet skattor som ingår i familjen potatisväxter. Utöver nominatformen finns också underarten S. s. inerme.